# Виромандуи
Виромандуите (на латински: Viromandui; Veromandui; на френски: Viromanduens, Viromand(ue)s, Vermandois) са келтското племе белги, което през древността населявало Галия Белгика в североизточната част на днешна Франция.
Техният главен град във Vermandois (в днешния регион Пикардия) се казва Augusta Viromanduorum (днес Сен Кантен, Saint-Quentin). Те населявали и Арас (Arras в регион Север-Па дьо Кале). Техните съседи са били атребатите, ебуроните и могъщите нервии.
Подчинени са от Гай Юлий Цезар през 57 пр.н.е. след загубата на Битката при р. Сабис, в която участват с 10.000 войници. Някои от племето бягат с атребатите в Британия, други се подчиняват на римляните. С края на галските войни те прекратяват да съществуват като народ.